# Клан О'Дауд

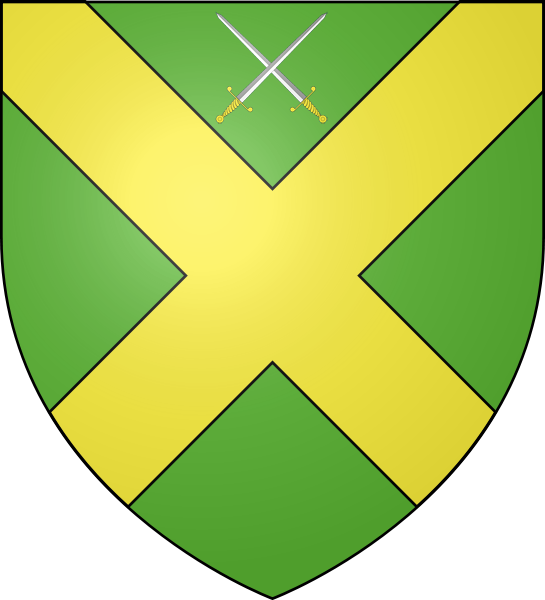
Герб вождів клану О’Дауд.

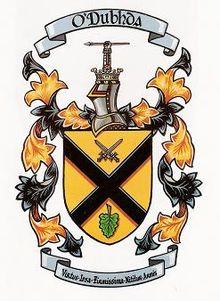
Герб клану О’Дауд.

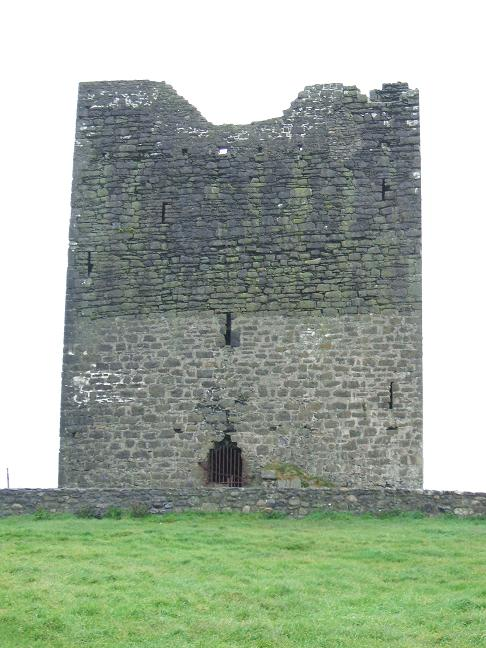
Руїни замку Рослі.

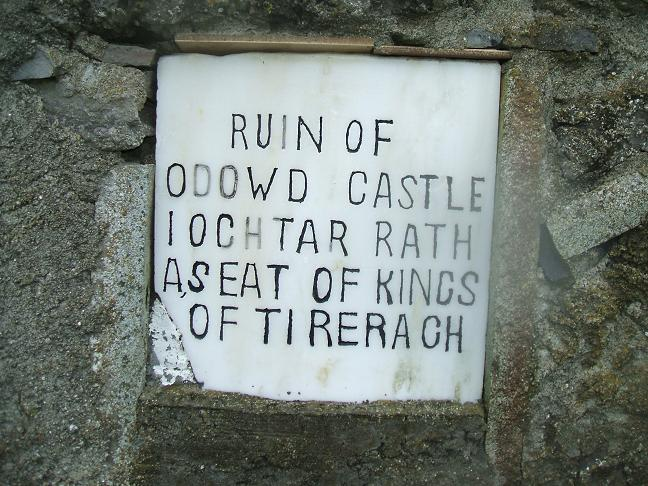
Маморіальна дошка королям з клану О’Дауд на стіні замку Рахлі. 2007 рік.

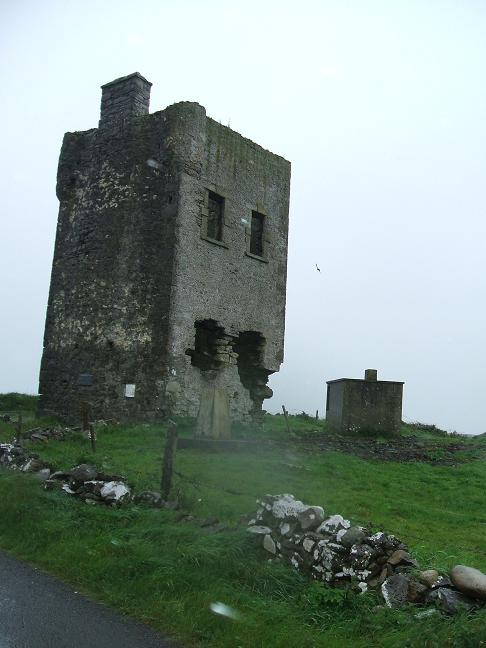
Руїни замку Рахлі.

Клан О’Дауд (англ. – Clan O'Dowd, ірл. - Clan Ó Dubhda) – клан О’Дувда – один із кланів Ірландії. У давні часи клан володів землями в нинішніх графствах Мейо та Слайго. Клан виник в IX столітті як септа більш давнього клану Мак Коннмах (Мак Конн). Засновником клану був Дубда Мак Коннмах (ірл. - Dubda mac Connmhach). Його корені були в давньому клані королівства Коннахт, який називався Ві Фіахрах. Безпосередніми предками Дубди Мак Коннмах були королі королівства Коннахт VII та VIII століть – Дунхад Муйріскі (ірл. - Dúnchad Muirisci), Індрехтах мак Дунхадо (ірл. - Indrechtach mac Dúnchado), Айліль Медрайге мак Індрехтайг (ірл. - Ailill Medraige mac Indrechtaig), Донн Кохайд мак Кахайл (ірл. - Donn Cothaid mac Cathail). Тобто клан О’Дауд був королівським кланом, споріднені з ним клани володіли троном королівства Коннахт, аж поки їх витіснив з престолу клан Ві Брюн (ірл. - Uí Briúin).
Генеалогічно клан О’Дауд тісно пов’язаний з кланами О’Шонессі (ірл. - O'Shaughnessy) та Мак Фірбі (ірл. – MacFirbi). Клан О’Дауд був головним покровителем клану Мак Фірбі, який створив основні книги історії Ірландії – «Велику Книгу Лекана» та «Лебар на н-Генелах» («Книгу генеалогій»). У VIII – XV століттях вожді клану О’Дауд були королями васального королівства Ві Фіакрах Муайде (васал королівства Коннахт). Після того, як королівство Коннахт було остаточно завойоване Англією, вожді клану О’Дауд були лордами Тір Фіакрах, що по суті довгий час лишалось незалежним королівством. Останнім королем з клану О’Дауд був Тадг Ріабах О’Дувда – правив королівством Ві Фіахрах Муайде в 1417 – 1432 роках.

## Нинішній вождь клану
Кіран О’Дауд

## Титули вождів клану
- король Коннахту
- король Ві Фіахрах Муайде
- лорд Тірерах

## Варіанти назви клану
- чоловік – О’Дувда (ірл. - Ó Dubhda)
- дочка – Ні Дувда (ірл. - Ní Dhubhda)
- жінка (повністю) – Бан Ві Дувда (ірл. - Bean Uí Dhubhda)
- жінка (скорочено) – Ві Дувда (ірл. - Uí Dhubhda)

## Історія клану О’Дауд
Клан О’Дауд протежує свій родовід від Фіахри – брата Ніла Дев’яти Заручників – верховного короля Ірландії в 368 – 395 роках. Далі через Даті (Нат І Мак Фіахраха) – останнього короля-язичника Ірландії, що був убитий блискавкою, коли він вів військо в похід в 455 році (або в 418 чи в 445, чи 428 році – повідомлення розходяться в даті). Його онук Айліль Молт відомий вже як король Коннахту, а потім і Верховний король Ірландії в 459 – 478 роках.
Протягом століть предки вождів клану О’Дауд були вождями септи Північної Ві Фіахрах – племінної групи, що жила в нинішніх графствах Мейо та Слайго. Клан Ві Фіахрах тривалий час володів короною та престолом королівства Коннахт, хоча їхня влада обмежувалась північним Коннахтом. Наприкінці Х століття королем Коннахту став Аед Ва Дубда (Х’ю О’Дуда). Про нього літопис написав, що він «помер тихою безтурботною смертю» в 982 році. Певно, це було рідкісною подією в той час, коли королів вбивали під час боротьбу за владу. Його онук – Малроні, що помер в 1005 році мав титул лорда Хіфіахрах. Клан О’Дауд володів значним флотом в XII – XIII століттях. Їхні землі так і не вдалося захопити англо-норманським завойовникам під проводом феодалів Берк та Бірмінгем. Територія якою володіли королі з клану О’Дауд охоплювала землі туатів Ерріс та Тір Авлайд в нинішньому графстві Мейо та туат Тір Фіахрах Муайде в нинішньому графстві Слайго. Королі з клану О’Дауд захистили свої землі побудувавши 20 потужних замків і міцно тримали оборону протягом століть. Багато із цих замків були побудовані на місці дунів – фортець, що стояли тут з часів неоліту.
Вождів клану О’Дауд традиційно коронували як королів Ві Фіахрах та Карн Авальгайг. Їхні володіння були значно зменшені внаслідок війн з англо-норманськими феодалами в XIII столітті. Але в XIV столітті ірландські клани пішли в контрнаступ проти завойовників, і в 1354 році Сен Бріан О’Дауд вигнав всіх англо-норманських феодалів з земель Тірерах.
Клан О’Дауд є унікальний в тому сенсі, що він мав детальний опис інавгурації своїх вождів. Це було описано в манускрипті «Велика Книга Лекана», що була написана біля Еніскрона в Терерах десь приблизно в 1397 – 1418 роках. Нині ця книга зберігається в Дубліні. Церемонія інавгурації була описана вождем клану Мак Фірбіс – клану спадкових літописців. Одним із найбільш щедрих спонсорів літописців Мак Фірбіс був вождь Тадг Ріабах О’Дувда («Темний Тейге»), що став вождем клану і королем Тірераху в 1417 році.
Останнє обрання вождя клану О’Дауд відбулося в 1595 році. Після цього клан О’Дауд став підпорядкованим клану О’Коннор. Це відбулося під час так званої Дев’ятирічної війни в Ірландії, коли ірландські клани повстали в боротьбі за незалежність Ірландії. Клан О’Дауд відіграв велику роль у цій війні, допомогаючи лідеру повстанців Х’ю Роу О’Доннеллу, захищаючи його території з заходу від вторгнення графа Ессекса в 1599 році і брав участь в битві на перевалі Курлью. У 1603 році ірландські війська були розбиті, клан О’Дауд втратив більшість своїх володінь і остаточно перестав бути незалежним королівством. Вождь клану Дахі Ог О’Дауд одружився в 1636 році. Він став останнім вождем клану про якого згадують літописці з клану Мак Фірбі. У 1640 році спалахнуло повстання за незалежність Ірландії, яке було жорстоко подавлене Олівером Кромвелем. Клан О’Дауд остаточно зійшов з історичної арени – люди клану О’Дауд полягли в нескінченних війнах, сила і влада клану занепала.
Багато людей клану О’Дауд були релігійними діячами, в тому числі єпископами Кіллала. Отець Джон О’Дауд був повішений англійцями в 1579 році і став одним з багатьох ірландських францисканських мучеників. Чимало людей з клану О’Дауд були в лавах конфедератів – борців за свободу Ірландської конфедерації, яку переважно підтримали католики. В часи так званик Вільямітських (Якобітських) війн  в 1688 – 1691 роках клан О’Дауд підтримав короля-католика Якова (Джеймса) II. Вожді септ клану О’Дауд полягли в битві на річці Бойн в 1690 році. Один із них був висотою понад 7 футів.
Одна з основних резиденцій вождів клану – замок О’Дауд був побудований в Карн Авалгайг в 1447 році. Цей замок клан утримував аж до чергового завоювання Ірландії Олівером Кромвелем в 1640 – 1652 роках. Цей замок був потім використаний як база вільямітів наприкінці XVII століття і потім остаточно перетворився на руїну і пустку.
Ще один важливий замок клан О’Дауд побудував в 1520 році в Кастлконнері, що біля селища Балліна. Цей замок побудував Коннор О’Дауд. Нині цей замок теж лежить у руїнах.
Одним із останніх літописців клану О’Дауд був Дувалтах Мак Фірбісіх – він став останнім «шенхай» - спадковим істориком клану. Він був вбитий в 1671 році.

## Вожді клану О’Дауд
- Бріан О Дувда – у 1446 році був вбитий під Тір Авальгайд.
- Маол Руанайд мак Руадрі О’Дувда – пом. в 1450 році
- Домналл Балє Ві Хотіл О’Дувда (1447 – 1454)
- Тадг Будє мак Тадг Ріабах О’Дувда (1454 - 1457)
- Шеан Глас  мак Тадг Ріабах О’Дувда (1457 – 1471)
- Еамон мак Ан Коснамах О’Дувда (1466)
- Домналл Балах О’Дувда (1472)
- Бріан Кам мак Ан Коснмах О’Дувда (1472 – 1474)
- Еоган Ках мак Руадрі О’Дувда (1474 – 1488)
- Вілліам мак Домналл Баллах О’Дувда (1488)
- Бріан Ог О’Дувда (1488)
- Доннхад Ултах О’Дувда (1489)
- Магнус мак Тадг Будє О’Дувда (1490)
- Овен Кех О’Дувда (1495)
- Вілліам Дув О’Дувда (пом. 1496 року)
- Фелім мак Тадг Будє О’Дувда (1490 – 1509)
- Конхабар мак Діармайд мак Маол Руанайд О’Дувда (1509 – 1549)
- Еоган мак Конхабар О’Дувда (1549 – 1556)
- Кахал Дув мак Конхабар О’Дувда (1556 - ?)
- Кахал Дув мак Конхабар О’Дувда (пом. 1582)
- Даті Руад О’Дувда (пом. 1594)
- Даті мак Даті Руад О’Дувда (1591 – 1660)
- Даті Оге О’Дувда (1656 – 1705)
- Домінік О’Давда (пом. 1737)
- Хаді фіц Домінік О’Давда (пом. 1767)
- Джеймс Віпплер О’Давда – барон О’Давда (з 1798 року)
- Хаді О’Дауд (з 1854 року)
- Джеймс Віпплер О’Дауд (пом. 1865)
- Дэнні харвест О'Дауд (пом. 2020)
- Дэнні 'Опэнэйр' О'Дауд (2020)

## Замки клану О’Дауд
Володіння клану О’Дауд – їх королівство було захищене чисельними замками, яких було більше 20. Більшість із цих замків нині лежать в руїнах. Найбільш відомі і досліджені наступні замки:
- Лох Конн
- Балкон Мой
- Б’юфілд
- Белік Кастл
- Кастлконнор
- Кастлтон Манор
- Енніскрон
- Каррагдафф
- Рахлі
- Рослі
- Дромор
- Дунекой
- Картон
- Дромард
- Ломфорд
- Флунін
- Баллімотк
- Марккрі
- Лох Гілл
- Драмкліф Бей

Ці замки досліджував історик клану О’Дауд Конор Мак Гайл. Вожді клану О’Дауд будували замки переважно в західному Слайго в часи боротьби з англо-норманськими завойовниками Ірландії. Замок Балліні клан побудував в 1447 році і утримував його аж до часів Олівера Кромвеля. Цей замок трьохповерховий, має крім основної допоміжні башти, що розташовані по діагоналі з протилежних кутів замку. Товщина стін замку досягала 2, 13 м. Цей замок неодноразово перебудовувався. Зокрема були добудовані димарі в XVII столітті. Після конфіскації замку Олівером Кромвелем замок був подарований колоністу Роберту Моргану. Замок був ареною боїв в часи так званих вільямітських (якобітських) війн кінця XVII століття. Його захопила армія протестантів-вільямітів і використала опорним пунктом. Після цього замок перетворився в пустку та руїну.

## Нотінгемські О’Дауди
В Англії, в графстві Нотінгемшир теж живуть люди з клану О’Дауд. Едвард О’Дауд переселився сюди з Ірландії – дата переселення невідома. Едвард одружився з леді Люсі. У них було 9 дітей – 2 дочки і 7 синів. Старший син отримав ім’я Едвард. Старша дочка мала ім’я Джойс. Нині біля Нотінгема живе 20 родин з клану О’Дауд.

## Аргентинські О’Дауди
В Аргентині живе мінімум 3 родини з клану О’Дауд. Одна родина походить від Джеймса О’Дауда, що народився в Дубліні в 1828 році і був одружений з Мері Енн Гірі. Ще одна родина походить від Майкла О’Дауда, що народився в Ірландії в 1824 році в графстві Вестміт. Він одружився з Ейлін Берк. Третя родина походить від іншого Майкла О’Дауда, що народився в Ірландії в 1804 році. Ще одна гілка походить від Едварда О’Дауда, що одружився з Кетлін Лінч. Цей Едвард народився в 1856 або в 1857 році в Ірландії в графстві Вестміт, емігрував до Аргентини, оселився в селищі Наварра, що біля Буенос-Айреса, працював на фермі. Його син Майкл одружився з Мері Келлі Моран (дочка Вільяма Келлі та Енн Моран, що були родом з Ірландії). У цьому шлюбі було 3 дітей: Енн О’Дауд, Кетлін О’Дауд, Едвард О’Дауд. Енн та Кетлін не мали дітей. Едвард одружився з Вініфред Люсі Рейнольдс (що народилась в Новій Зеландії). Їх син – Хосе Едуардо О’Дауд народився 31 травня 1931 року. Він одружився з Меседес Гарсія – іспанкою з Астурії. У них було 5 дітей, що досі живуть в Аргентині.

## Новозеландські О’Дауди
Родини з клану О’Дауд, що живуть нині в Новій Зеландії походять від Патріка О’Дауда та Енн Кенні. Патрік О’Дауд народився в Іскі, графство Слайго, Ірландія, в 1805 році, служив в 97 піхотному полку графа Ольстера, що був відомий як «Небесний полк» - за колір їх мундирів. Він служив 16 років рядовим, в тому числі на острові Цейлон. Після відставки жив в Манчестері з дружиною, з якою мав 4 дітей. Він переселився до Нової Зеландії в 1847 році з родиною, відпливши туди на кораблі «Мінерва». Цей загін переселенців включав 80 чоловіків, 67 жінок і 145 дітей.  Нині в Новій Зеландії живе 180 родин з клану О’Дауд.

## Сучасні вожді клану О’Дауд

### Томас О'Дауд (1997 - 2003)
Томас О’Дауд був вождем клану в 1997 – 2003 роках. Він був обраний вождем на з’їзді клану з повноваженнями до 2003 року. Він походить з О’Даудів, що жили в Шотландії. Дід Томаса – Патрік О’Дауд поселився в Шотландії. Томас народився в Глазго. Родина переїхала в Ірландію, але потім знову повернулась до Шотландії в 1920 році і оселилась в Говані. Томас отримав освіту в Шотландії в школах Святого Антонія та Святого Джеральда. Отримав ступінь бакалавра економіки в університеті Страрклайда в 1968 році. Він одружився з Кеті Харві і мав з нею 2 синів та 1 дочку. З 1990 року він був присутнім на кожному з’їзді клану О’Дауд. Наступним вождем клану О’Дауд був обраний Річард О’Дауд з Нью-Джерсі.

### Річард О’Дауд (2003 – 2006)
Річард О’Дауд був нащадком Томаса О’Дауда – ірландця, що покинув Ірландію під час Великого Голоду 1848 року і переїхала до Америки. Ця гілка О’Даудів походить з графства Мейо. Річард народився в Брукліні 24 листопада 1928 року. Освіту здобув в університеті Сент-Джонс, здобув ступінь бакалавра в 1957 році. Займався питаннями організації бізнесу. У 1976 році захистив докторську дисертацію на тему «Ефективність у державних витратах». Працював в авіакомпаніях, потім мав власний бізнес, займався інвестиціями. Працював на посаді професора економіки в університеті Нью-Йорка до виходу на пенсію в 1992 році. Часто відвідував Ірландію, досліджував історію клану О’Дауд. Заснував Асоціацію клану О’Дауд в 1990 році. На з’їзді клану в 1997 році був обраний спадкоємцем вождя клану. Офіційно одержав білий жезл вождя клану в вересні 2003 року.

### Едвард П. О’Дауд (2006 – 2009)
Родом з Чикаго (США).

### Майкл Ф. О’Дауд (2009 – 2012)
Народився в Брисбені, в Австралії. Майкл був нащадком героя, борця за свободу Ірландії Тадга Буя – учасника Дев’ятирічної війни за свободу Ірландії. У 1601 році він виставив загін 50 вершників і направив його в Кінсейл на допомогу Рудому Х’ю О’Доннеллу. Його родич з клану О’Ніл теж вирушив в Кінсейл зі своєю армією. Після поразки ірландських повстанців Тадг відсткпив в Керрі, де закріпився в важкодоступній місцевості. Його нащадки живуть нині в різних країнах, в тому числі в Австралії. У 2009 році Майкл був обраний вождем клану О’Дауд.

### Брендан О’Дауд (2012 – 2015)
Родом з Кастлбара, графство Мейо, Ірландія.

### Брендан Джозеф О’Дауд (2015)
Народився в 1965 році в Грінвуд Кулленс, що біля Кілгласа, графство Слайго. Він належить до гілки клану О’Дауд, що до 1798 році в Рахлі, графство Слайго. Після повстання 1798 року всі католицькі родини були виселені зі своїх рідних місць. Родина Брендана переселилась в 1974 році в Наас, що в графстві Кілдер, де Брендан навчався в школі Християнських Братів. Пізніше він навчався в Ліверпульському університеті, отримав ступінь бакалавра. Працював в галузі діагностичної рентгенографії. Нині працює рентгенологом в університетській лікарні графства Мейо. На з’їзді клану, що відбувся в Енніскроні, графство Слайго в 2009 році він був обраний спадкоємцем посади вождя клану. Він представляв клан на зустрічі з президентом Ірландії Майклом Д. Хіггісом в червні 2015 року.

### Ендрю О’Дауд (2015 – 2018)
Народився в Глазго (Шотландія) в 1966 році. Син Томаса О’Дауда – вождя клану О’Дауд. Ендрю виховував дідусь. Досліджував історію клану О’Дауд. Багато подорожував по Ірландії, досліджуючи стародавні замки та інші пам’ятки старовини. Нині живе в Шотландії з дружиною і сином.

### Кіран О’Дауд (з 2018 року)
Перша жінка, що стала вождем клану О’Дауд. Урочиста інавгурація відбулась на зборах клану в 2018 році. Дочка Пола та Джуді О’Дауд, правнучка Томаса Пола О’Дауда – колишнього мера міста Сан-Франциско. Її батько був офіцером, має 3 братів. Працювала державним службовцем, нині працює в авіакомпанії. Нині живе в штаті Мічиган (США).